# Saint-Hilaire-de-Gondilly

Saint-Hilaire-de-Gondilly este o comună în departamentul Cher, Franța. În 1 ianuarie 2022 avea o populație de 136 de locuitori.